# SuriPop X
SuriPop X was een muziekfestival in Suriname in 1998.
In de voorselectie koos de jury twaalf liederen. De finale werd gehouden in Paramaribo. Guillaume Creebsburg won dit jaar de Jules Chin A Foeng-trofee met zijn lied Efu geme no ben de. Het werd gezongen door Patricia van Daal.
I (1982) · II (1983) · III (1984) · IV (1986) · V (1988) · VI (1990) · VII (1992) · VIII (1994) · IX (1996) · X (1998) · XI (2000) · XII (2002) · XIII (2004) · XIV (2006) · XV (2008) · XVI (2010) · XVII (2012) · XVIII (2014) · XIX (2016) · XX (2018) · XXI (2022) · Kerstsongeditie (2023) · XXII (2024)